# Oecophylla longinoda
Oecophylla longinoda là một loài kiến được tìm thấy ở khu vực rừng châu Phi. Chúng là một trong hai loài con tồn tại của chi Oecophylla, loài con lại là O. smaragdina. Chúng làm tổ trên cây làm bằng lá cây dán với nhau sử dụng tơ từ ấu trùng của chúng.